# شهدخوار مانگرو
شهدخوار مانگرو (به انگلیسی: Mangrove sunbird) نام یک گونه از تیره شهدخواران است که در آنگولا، بورکینافاسو، کامرون، جمهوری کنگو، جمهوری دموکراتیک کنگو، ساحل عاج، گینه استوایی، گابون، گامبیا، غنا، گینه، گینه بیسائو، لیبریا، نیجریه، سنگال و سیرالئون یافت می‌شود.